# Albert Hofmann
Albert Hofmann (Baden AG, 11. siječnja 1906. – Burg im Leimental, 29. travnja 2008.) bio je švicarski kemičar.
Najpoznatiji je po otkriću lisergične dietilamidne kiseline (tzv. LSD-25). Hofmann je autor više od 100 znastvenih radova kao i nekoliko knjiga od kojih je i LSD: My Problem Child. Sve do svoje smrti 29. travnja 2008 godine bio je u centru pozornosti internacionalnog simpozija na temu LSD-a.

## Život
Albert Hofmann je rođen u Badenu, u Švicarskoj. Studirao je kemiju na sveučilištu u Zürichu. Njegov glavni interes je bila kemija bilja i životinja, kasnije je izveo važno istraživanje na temu kemijske strukture hitina za što je dobio doktorat. Kasnije se zaposlio u farmaceutsko-kemijskom odjelu tvrtke Sandoz Laboratories (danas se zove Novartis) u Baselu gdje je radio na istraživanju ergot gljivica, sintezi aktivnih sastojaka za moguću farmakološku uporabu.
Njegovo istraživanje na lisergičnoj (lizerginskoj) kiselini, što je dio ergot alkaloida, na kraju je dovelo do sinteze LSD-25 1938. godine. Tek pet godina kasnije, nakon što je Hofmann ponovno sintetizirao spojeve koje je otkrio a tad već skoro zaboravljene, slučajno je otkrio psihodelična svojstva LSD-a nakon što mu se vrlo mala količina upila kroz kožu prstiju 16. travnja 1943. godine. Tri dana kasnije, 19. travnja, Albert je namjerno testirao na sebi količinu od 250 mikrograma i iskusio vrlo snažan utjecaj LSD-a, taj dan je poznat kao dan s biciklom, zbog toga što se Hofmann nakon testiranja zaputio kući na biciklu i tada počeo osjećati čudne efekte LSD-a. Uslijedila su daljna testiranja u kojem su sudjelovali Hofmann i njegovi kolege, već 3 dana kasnije, 22. travnja, nastali su prvi pisani dokumenti.
Postao je direktor odjela za prirodne produkte u Sandozu. Nastavio je istraživati halucinogene tvari pronađenih u gljivama iz Meksika i druge biljke koje su koristili aboriđini. To je dovelo do sinteze psilocibina, glavnog sastojka magičnih gljiva. 
Hofmann se zainteresirao i za sjeme Meksičke biljke Rivea corymbosa kojeg domorodačko stanovništvo zove Ololiuhqui. Iznenadio se kada je pronašao aktivni sastojak Ololiuhquia, ergin (lisergična amidna kiselina, poznata još kao LSA), spoj vrlo blizak LSD-u.
1962. godine, Albert i njegova žena Anita otišli su u južni Meksiko u potrazi za biljkom "Ska Maria Pastora", poslije klasificiranu kao Salvia divinorum. Uspio je nabaviti uzorke biljke no nije uspio otkriti aktivne spojeve u njoj.
Hofmann je LSD smatrao "lijekom za dušu" i protivio je se nastaloj zabrani koja je drogu "gurnula" u podzemlje. Hofmann: "Uspješno je korišten 10 godina u psihoanalizi", dodao je kako je droga "oteta" od strane pokreta mladih 1960-ih godina i otada nepošteno osuđivana od ustanova protiv kojih je pokret pokrenut; na neki način, LSD se našao na krivom mjestu u krivo vrijeme. 

Hofmannov zaključak je kako je LSD opasan u krivim rukama. .
Ono što je na kraju i dr.Timothy Leary zaključio: "nije za sve".

## Vanjske poveznice
- Albert Hofmann (NNDB)
- Albert Hofmann Foundation
- Albert Hofmann: LSD - My Problem Child. - cijeli tekst, na engleskom.
- MAPS - Intervju Stanislava Grofa s Albertom Hofmannom - 1984.
- Hofmann's Potion: The Early Years of LSD  Arhivirana inačica izvorne stranice od 28. ožujka 2005. (Wayback Machine) dokumentarni film - National Film Board of Canada.